# Phialophora bubakii
Phialophora bubakii är en svampart som först beskrevs av Laxa, och fick sitt nu gällande namn av Schol-Schwarz 1970. Phialophora bubakii ingår i släktet Phialophora och familjen Herpotrichiellaceae.   Inga underarter finns listade i Catalogue of Life.